# Gobernación de Bagdad
Bagdad es una de las dieciocho gobernaciones que conforman la república de Irak. Su capital es la homónima Bagdad, que es la capital nacional. Ubicada en la zona centro del país, limita al norte con Saladino, al este con Diala, al sur con Babilonia y al oeste con Ambar. Con 204 km² es la gobernación menos extensa, con 7 055 200 habs. en 2011, la más poblada, y con 34 584 hab/km², la más densamente poblada.
El área metropolitana de la ciudad de Bagdad rebasa los límites de la gobernación, y tiene una extensión de 4555 km².
- Datos: Q191075
- Multimedia: Baghdad Governorate / Q191075